# Ausson
Ausson és un municipi occità de Comenge, a Gascunya, situat en el departament francès de l'Alta Garona, a la regió del Comenge a Occitània. L'1 de gener del 2022 tenia 592 habitants.